# بایبری
بایبری (به انگلیسی: Bibury) یک روستا در انگلستان است که در شهرستان گلاسترشر واقع شده‌است. بایبری ۶۲۷ نفر جمعیت دارد.

## نگارخانه

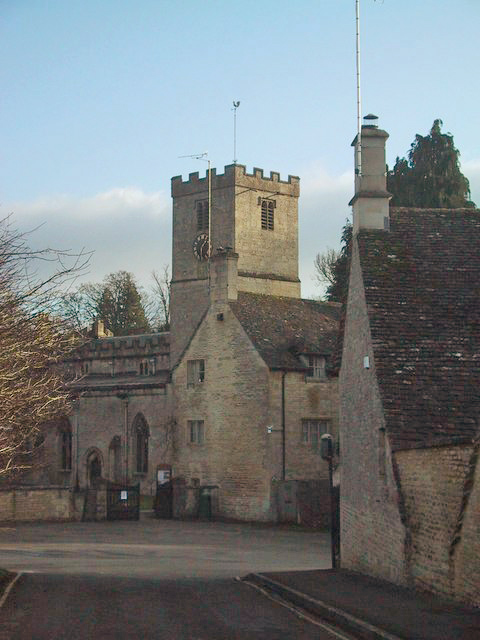
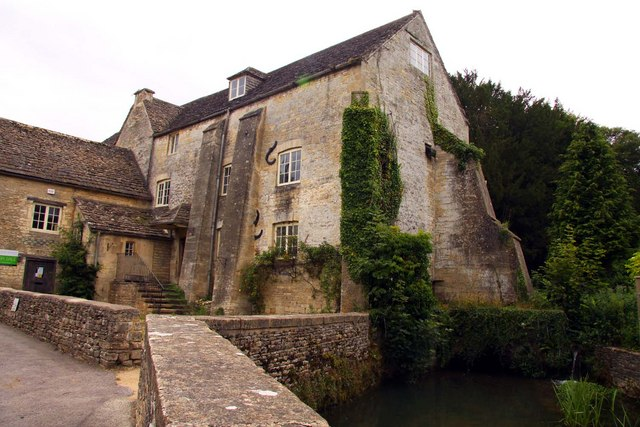
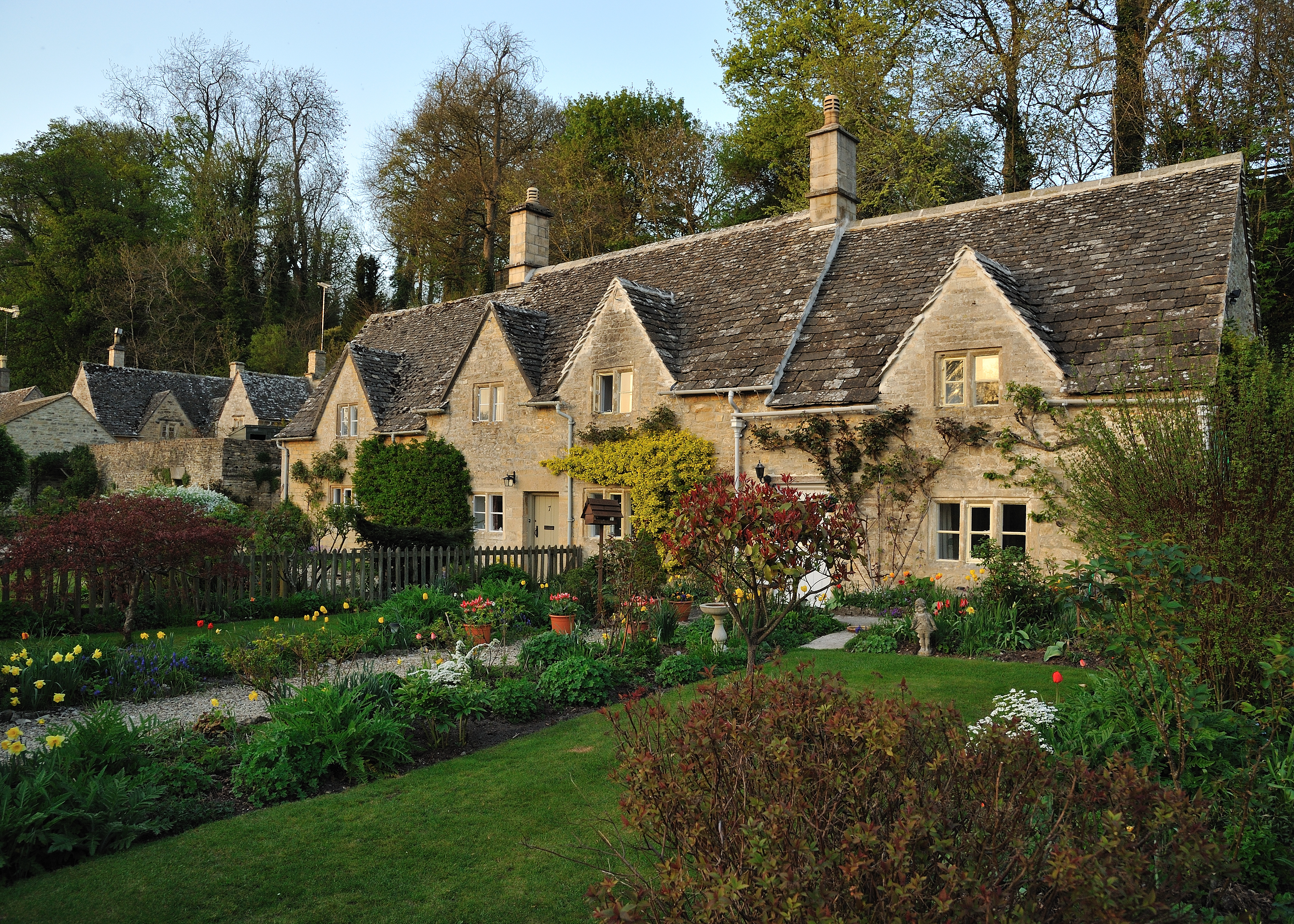
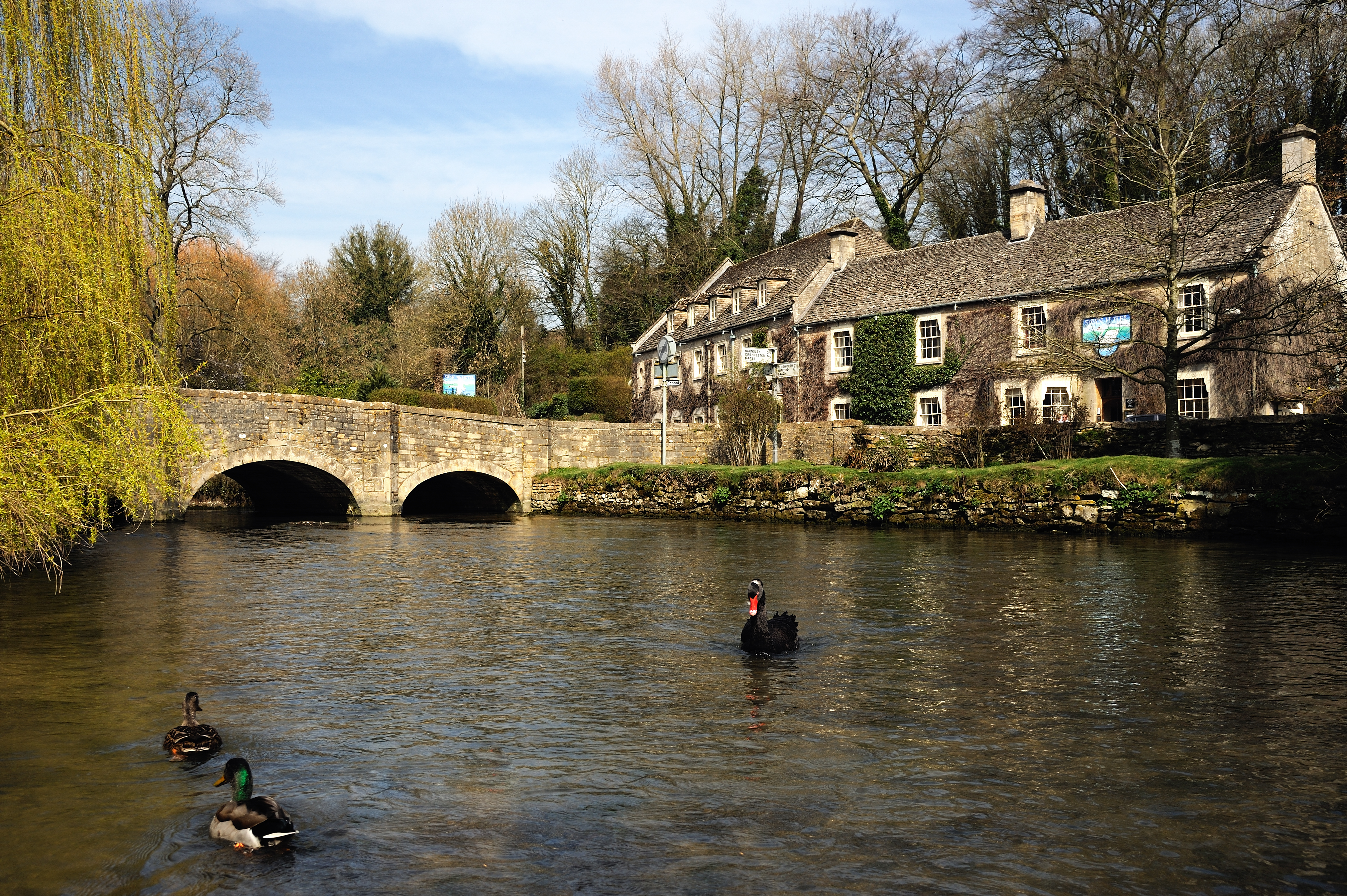
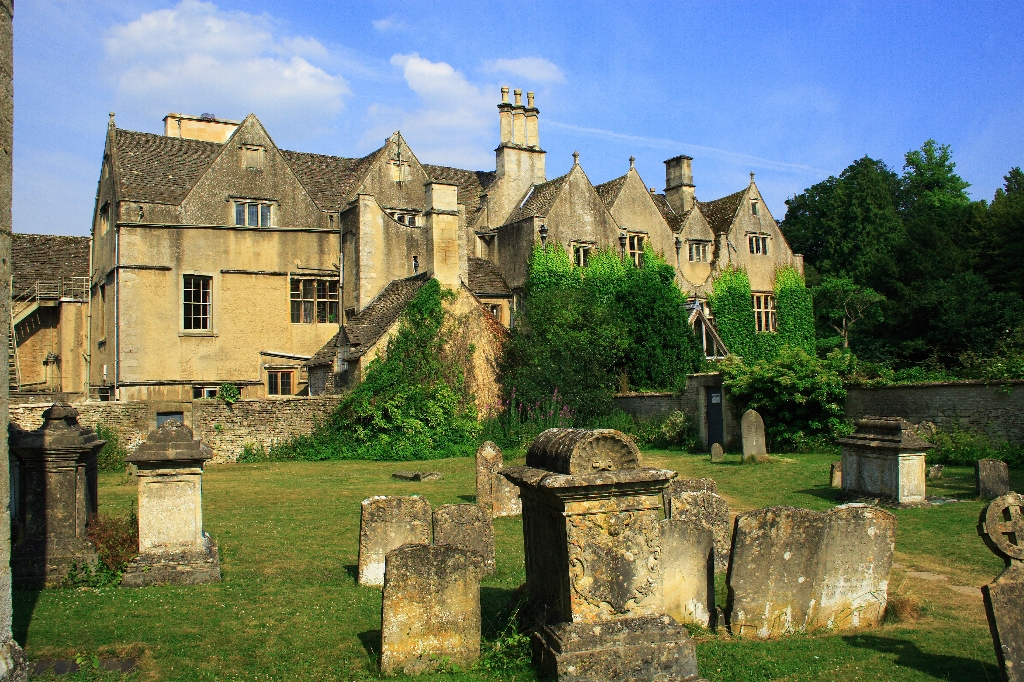